# Koto Alam
Koto Alam is een bestuurslaag in het regentschap Lima Puluh Kota van de provincie West-Sumatra, Indonesië. Koto Alam telt 2891 inwoners (volkstelling 2010).